# Jasna Polana (Kazachstan)
Jasna Polana (kaz. i ros. Ясная Поляна, Jasnaja Polana) – wieś w północnym Kazachstanie, w obwodzie północnokazachstańskim, w rejonie Tajynsza, siedziba administracyjna okręgu wiejskiego Jasna Polana (należą do niego także wsie Daszko-Nikołajewka, Nowodworowka i Wiszniowka). W 2009 roku liczyła 1449 mieszkańców.

## Historia
Wieś została założona w 1936 roku przez polskich zesłańców, wysiedlonych w początkowej fazie operacji polskiej NKWD z terenów zlikwidowanych wówczas narodowościowych jednostek administracyjnych Polskiego Rejonu Narodowego im. Juliana Marchlewskiego i Polskiego Rejonu Narodowego im. Feliksa Dzierżyńskiego na terenie Ukraińskiej SRR. Po przyjeździe zesłańcy zostali ewakuowani z transportu na teren stepowy, gdzie mieli sobie stworzyć warunki bytowe. Początkowo mieszkali w namiotach, następnie w ziemiankach, żyli w bardzo trudnych warunkach z uwagi na surowy klimat, braki żywności i lekarstw, a także prześladowania i aresztowania. Nazwę wsi nadali Polacy (do tej pory miejsca były mianowane numerowaną nomenklaturą: „uczastka” i „toczka” oznaczająca punkt osadniczy, zaś Polacy zastępowali je nazwami kojarzonymi z nostalgią za opuszczonymi obszarami ojczystymi). Od 1937 roku do 1960 roku tzw. „specprzesiedleńcy” (ros. spiecpieriesielency; dotyczyło ich ograniczenie wolności osobistej, obowiązek comiesięcznego meldowania się u komendanta, specjalne regulacje prawne, np. wzbraniające swobodnego poruszania się, korespondencji). W przeszłości wieś miała charakter polsko-niemiecki ludnościowy (Niemcy byli także przesiedlani z terenów ukraińskich do Kazachstanu).

## Demografia
Spis ludności z 2009 roku wykazał liczbę ludności wsi 1449 osób, w tym 736 kobiet i 713 mężczyzn (w 1989 roku ludność wynosiła 2229 osób, w tym 50% Niemców, w 1999 roku populacja wynosiła 1697, w tym 892 kobiet i 805 mężczyzn). W 1989 roku ok. połowę mieszkańców Jasnej Polany stanowiła ludność niemiecka, która po rozpadzie ZSRR w większości powróciła do Niemiec (łącznie ok. 2000 osób). Większość mieszkańców Jasnej Polany stanowią Polacy, według różnych szacunków w ostatnich latach ludność polska stanowi ok. 50% (poza tym Białorusini, Ukraińcy, Rosjanie, Uzbecy i Kazachowie), ponad 60%, 70%, 90% lub nawet niemal 100%. Łączna liczba Polaków zamieszkujących w obrębie Jasnej Polany może wynosić ok. 2500.
Pod koniec lat 90. XX wieku część Polaków skorzystała z rosyjskiego prawodawstwa repatriacyjnego i przeniosła się do miasta Oziorsk w obwodzie królewieckim w Rosji, położonego ok. 10 km od północnej granicy z Polską (ponadto część z nich wybrała repatriację do Niemiec).

## Polonia
We wsi znajduje się od 1994 roku kościół rzymskokatolicki, w którym funkcjonuje parafia Matki Bożej Nieustającej Pomocy, wokół której skupia się życie religijne Polaków oraz kultywuje się język polski podczas nabożeństw. Ponadto od ok. 1999 roku działał we wsi Dom Polski (inicjatorem powstania był ks. Piotr Brotoń), oficjalnie otwarty jako Dom Polskiej Kultury i Języka w kwietniu 2002 roku przez ministra spraw zagranicznych RP Włodzimierza Cimoszewicza, od 17 grudnia 2005 roku w nazwie ma oficjalny patronat Jana Pawła II. Prowadzone były w nim biblioteka, nauka języka polskiego, tańca oraz spotkania i uroczystości w ramach polskich świąt państwowych i religijnych, w 2002 roku zorganizowano „Wieczory Teatralne”. Kilka lat temu Dom Polski w Jasnej Polanie przestał istnieć, a w budynek został zaadaptowany na siedzibę władz lokalnych. W 2012 roku udało się odzyskać bibliotekę polonijną, która aktualnie znajduje się w budynku parafialnym. W 2012 roku, dzięki uprzejmości dyrektora spółki „Tajynsza-Astyk”, został zakupiony nowy dom, który ma służyć miejscowej ludności w ramach Domu Polskiego. Remont budynku rozpoczął się w 2013 roku dzięki zaangażowaniu parafii oraz miejscowej ludności.
W 2013 roku grupa młodzieży polskiej, wśród nich mieszkańcy Jasnej Polany otrzymała stypendia ufundowane przez Stowarzyszenie „Wspólnota Polska”, dzięki czemu trafiła do Polski. Młodzież zamieszkuje w podwarszawskiej Falenicy i studiuje na polskich uczelniach. Stowarzyszenie funduje także mieszkańcom wsi odwiedziny w Polsce i wspiera ich organizując zbiórki pieniężne w Polsce. W jednostkowym zakresie Polaków z Jasnej Polany obejmuje repatriacja do ojczyzny w ramach rządowego programu „Rodak”.
Pod koniec kwietnia 2013 roku Jasną Polanę oraz położoną nieopodal wieś Zielony Gaj, również zamieszkaną głównie przez Polaków, odwiedziła delegacja Sejmu Rzeczypospolitej Polskiej.

## Oświata i przemysł
W Jasnej Polanie działa szkoła średnia. Do początku XXI wieku funkcjonował państwowy kołchoz, później sprywatyzowany, który zajmuje obszar ok. 200 tys. ha i jest zarządzany przez kazachski holding. We wsi działa kompleks mleczarski.